# Stemonyphantes sibiricus
Stemonyphantes sibiricus is een spinnensoort in de taxonomische indeling van de hangmatspinnen (Linyphiidae).
Het dier behoort tot het geslacht Stemonyphantes. De wetenschappelijke naam van de soort werd voor het eerst geldig gepubliceerd in 1861 door Grube.